# Born of the Flickering
Born of the Flickering – pierwszy album studyjny norweskiego zespołu muzycznego Old Man’s Child. Wydawnictwo ukazało się 1996 roku nakładem wytwórni muzycznej Hot Records.
Nagrania zostały zarejestrowane pomiędzy listopadem a grudniem 1995 roku w norweskim Studio 3. Gościnnie w nagraniach wzięła udział wokalista Toril Snyen, znana z występów w zespole Funeral. 
8 grudnia 2003 roku album został wydany na płycie gramofonowej jako część boxu pt. The Historical Plague.

## Lista utworów
Opracowano na podstawie materiału źródłowego.
| Nr  | Tytuł utworu                                            | Słowa   | Muzyka         | Długość |
| --- | ------------------------------------------------------- | ------- | -------------- | ------- |
| 1.  | „Demons of the Thorncastle”                             | Grusom  | Grusom, Jardar | 04:47   |
| 2.  | „Swallowed by a Buried One”                             | Aldrahn | Grusom         | 04:52   |
| 3.  | „Born of the Flickering”                                | Aldrahn | Grusom         | 05:06   |
| 4.  | „King of the Dark Ages”                                 | Grusom  | Grusom         | 05:27   |
| 5.  | „Wounds from the Night of Magic” (utwór instrumentalny) |         | Grusom, Jardar | 03:29   |
| 6.  | „On Through the Desert Storm”                           | Aldrahn | Grusom         | 04:20   |
| 7.  | „Christian Death”                                       | Aldrahn | Grusom         | 04:56   |
| 8.  | „Funeral, Swords and Souls”                             | Aldrahn | Grusom         | 04:57   |
| 9.  | „The Last Chapter”                                      | Grusom  | Grusom         | 04:42   |
| 10. | „...Leads to Utopia / The Old Man's Dream”              | Aldrahn | Grusom         | 08:45   |
|     |                                                         |         |                | 51:21   |

## Twórcy
Opracowano na podstawie materiału źródłowego.
| - Thomas Rune „Galder” Andersen Orre - wokal prowadzący, gitara elektryczna, gitara akustyczna, instrumenty klawiszowe - Jon Øyvind „Jardar” Andersen - gitara elektryczna - Ian Kenneth „Tjodalv” Åkesson - perkusja, instrumenty perkusyjne - Frode „Gonde” Forsmo - gitara basowa, wokal wspierający - Richard Wikstrand - gitara klasyczna w utworach „Wounds from the Night of Magic” i „On Through the Desert Storm” |  | - Bjørn „Aldrahn” Dencker - wokal prowadzący - Toril Snyen - wokal wspierający - Tom Sennerud - produkcja muzyczna, inżynieria dźwięku - Kristoffer „Vargnatt” Rygg - mastering - Christophe Szpajdel - logo |